# Bomin-Haus
Das Bomin-Haus ist ein Hochhaus in Bochum und Sitz der Deutschen Rentenversicherung Knappschaft-Bahn-See. Es hat 20 Etagen und wurde 1975 eröffnet.
Entworfen vom Architekturbüro Roman Reiser, besticht es bis heute durch seine Glasfassade, ausgeführt durch Feldhaus Fenster- und Fassadenbau. Von Reiser stammt auch das Europa-Haus (1961–1962) in Bochum.
Bomin steht für Bochumer Mineralölgesellschaft. Sie war die größte europäische Mineralölgesellschaft in privater Hand von Herbert Schnapka und ging 1983 bankrott.
Die damalige Bundesknappschaft war anfangs Mieter und hat später das Haus käuflich erworben. Anlässlich des 750-jährigen Bestehens der bergmännischen Versicherung hat das Haus 2010 als neue Adresse Knappschaftstraße 1 von der Stadt Bochum erhalten.

## Sanierung
In den Jahren von 2013 bis 2016 wurde die Fassade grundlegend saniert. Ausgetauscht wurden etagenweise von unten nach oben die kompletten Fassadenelemente der maroden 40 Jahre alten Außenhaut. Die mehrere Quadratmeter großen neuen Teile bestehen aus gasgefülltem Doppelglas, Alu und Glasfaserwolle. Das bringt eine bessere Dämmung, Isolierung und auch eine günstigere Lichtreflexion. Das Erscheinungsbild des Hauses hat sich dadurch geändert.

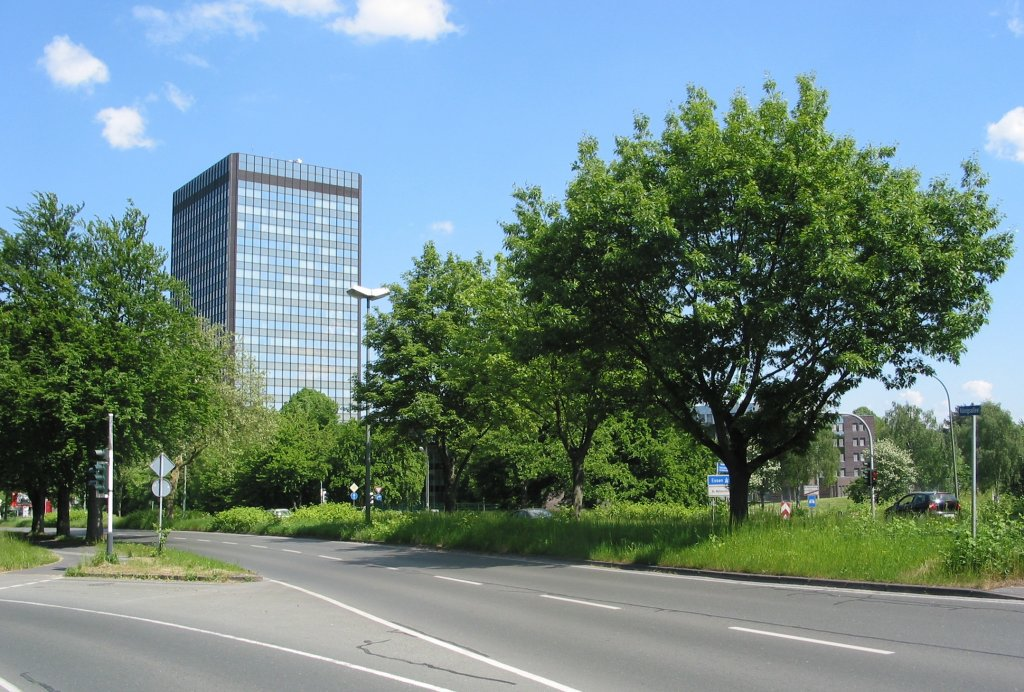
KBS (Bominhaus)
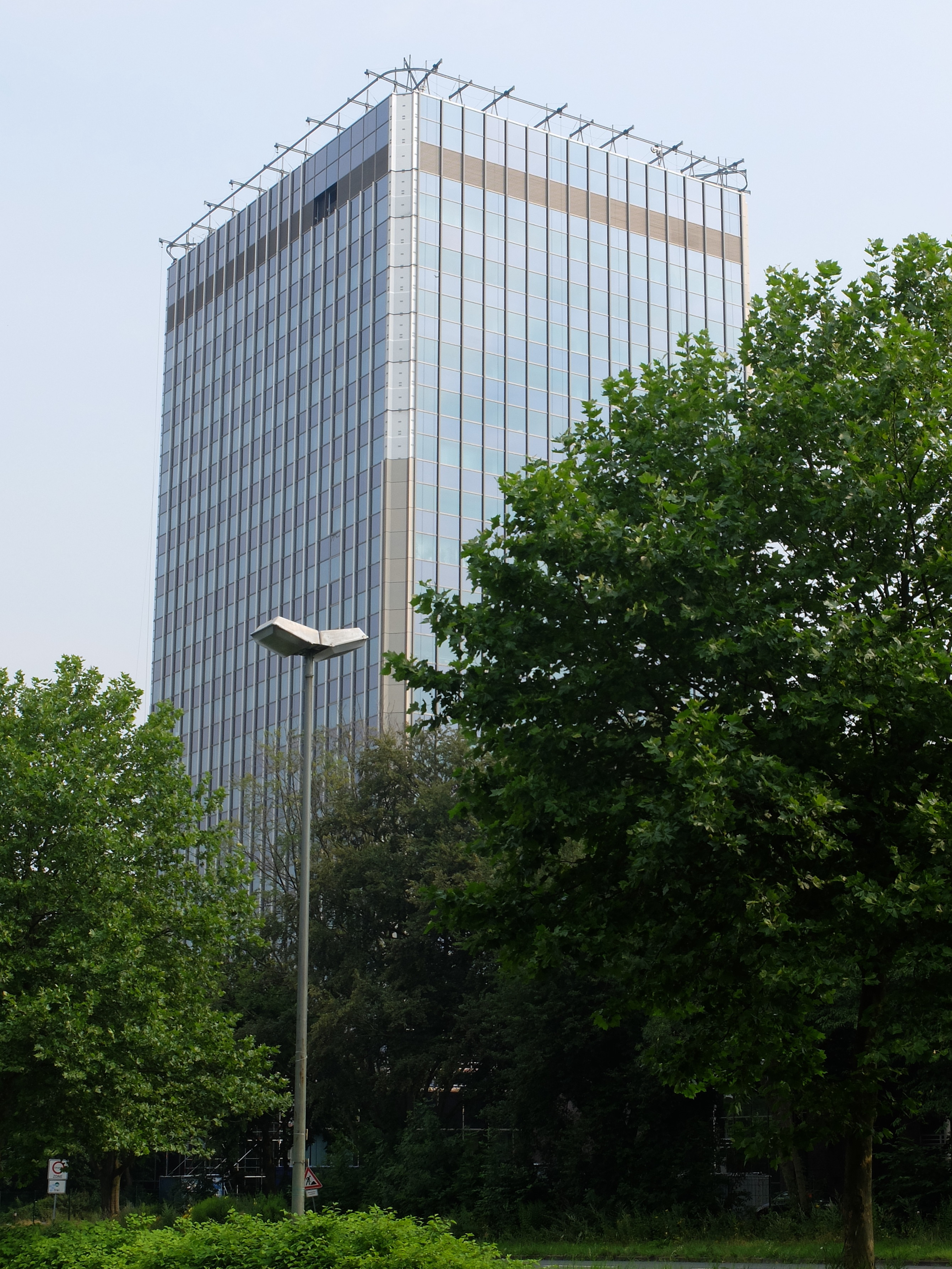
Nach Fassadensanierung